# Cosmioperla
Cosmioperla is een geslacht van steenvliegen uit de familie Eustheniidae. De wetenschappelijke naam van het geslacht is voor het eerst geldig gepubliceerd in 1996 door McLellan.

## Soorten
Cosmioperla omvat de volgende soorten:
- Cosmioperla australis (Tillyard, 1921)
- Cosmioperla denise (Theischinger, 1983)
- Cosmioperla kuna (Theischinger, 1983)
- Cosmioperla macrops (Theischinger, 1983)
- Cosmioperla wongoonoo (Theischinger, 1983)